# التهاب الدماغ والنخاع الطيري
الْتِهابُ الدِّماغِ والنُّخاغِ الطَّيرِيّ (بالإنجليزية: Avian encephalomyelitis)‏ هو مرض فيروسي يصيب الطيور. يسبب هذا المرض فيروس التهاب الدماغ والنخاع الطيري.